# L'Académie des coquins
Pour plus de détails, voir Fiche technique et Distribution.
L'Académie des coquins (titre original : School for Scoundrels, or How to Win Without Actually Cheating!) est un film britannique réalisé par Robert Hamer, Cyril Frankel et Hal E. Chester (en), sorti en 1960.

## Synopsis
Le jeune Henry Palfrey tente de faire impression sur son patron, sur les jolies filles... Peine perdue. Invariablement, le désagréable Raymond Delauney, son ennemi juré, lui dame le pion. En désespoir de cause, Palfrey s'inscrit dans une école dont l'enseignement peu orthodoxe vise à faire découvrir aux élèves les clefs du succès, sans regarder de trop près aux moyens d'y parvenir.

## Commentaire
Le film, à l'humour très britannique, est la dernière réalisation de Robert Hamer qui, alcoolique notoire, tourna moins de scènes que ses deux remplaçants Cyril Frankel et Hal E. Chester. Néanmoins, le film fut un succès. En 2006, il a donné lieu à un remake de Todd Phillips, assez différent par l'esprit et les péripéties, intitulé L'École des dragueurs. 

## Fiche technique
- Titre : L'Académie des coquins
- Titre original : School for Scoundrels
- Réalisation : Robert Hamer, Cyril Frankel et Hal E. Chester (en)[1]
- Scénario : Patricia Moyes et Hal E. Chester, d'après le roman Gamesmanship Oneupmanship Lifemanship de Stephen Potter.
- Photo : Erwin Hillier
- Décors : Terence Verity
- Musique : John Addison
- Montage : Richard Best
- Production : Associated British Picture Corporation, Guardsman Films
- Pays d'origine : Royaume-Uni
- Genre : Comédie
- Format : Noir et blanc - 1,66:1 - Son mono - 35 mm
- Durée : 94 minutes
- Date de sortie : avril 1960

## Distribution
- Ian Carmichael : Henry Palfrey
- Terry-Thomas : Raymond Delauney
- Alastair Sim : Mr. S. Potter
- Dennis Price : Dunstan Dorchester
- Janette Scott : April Smith
- Peter Jones : Dudley Dorchester
- Edward Chapman : Gloatbridge
- John Le Mesurier : Head Waiter
- Irene Handl : Mrs. Stringer
- Kynaston Reeves : Général
- Hattie Jacques : Première femme instructeur
- Hugh Paddick : Instructor
- Barbara Roscoe : Seconde femme instructeur
- Gerald Campion : Proudfoot, un élève
- Monte Landis : Fleetsnod, un élève
- Jeremy Lloyd : Dingle, un élève
- Charles Lamb : Carpenter
- Anita Sharp-Bolster : Bonne

## Adaptation
Peter Ustinov rédigea une première version de cette adaptation du roman de Stephen Potter. Mais, en raison d'autres projets, il laissa son ancienne secrétaire et collaboratrice, Patricia Moyes, le modifier et le signer avec Hal E. Chester. Le roman et le film comptent plusieurs allusions à la pièce L'École de la médisance (1777) de Richard Brinsley Sheridan.